# غراند بانكس

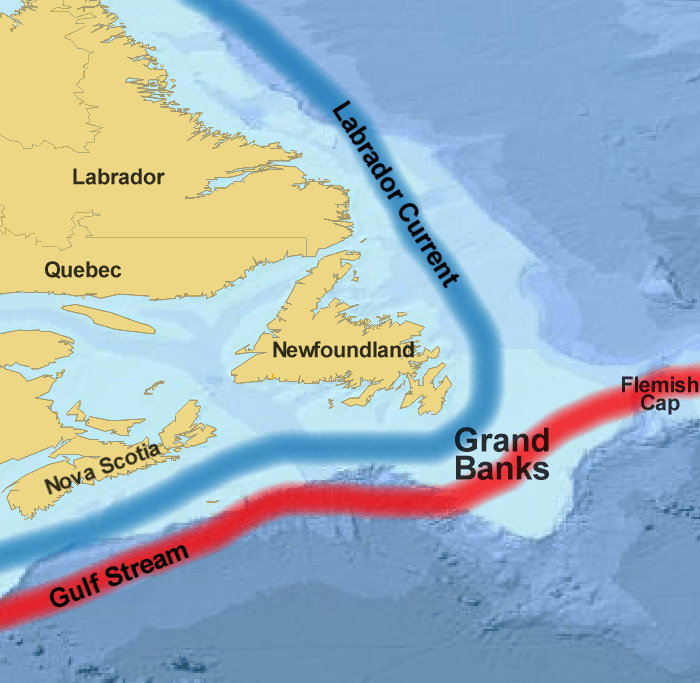
غراند بانكس

غراند بانكس (بالإنجليزية: Grand Banks)‏، واحدة من أغنى مناطق صيد الأسماك في العالم. وتغطي منطقة تبلغ مساحتها نحو 360,000 كم² في مواجهة الساحل الجنوبي الشرقي لولاية نيوفاوندلاند الكندية. ويتم صيد أكثر من 720,000 طن متري من الأسماك سنويًا في هذه المنطقة. وتتكون الأسماك التي يتم صيدها أساسًا من سمك القد، لكنها تشمل أيضًا الأسماك المفلطحة والحدوق والهلبوت والرنجة والحمراء. أخذت الجراند بانكس اسمها من كونها جزءًا من هضاب تحت الماء تُسمى بانكس.
توجد ملايين الأسماك في الجراند بانكس لأن المنطقة غنية بالمصادر الممتازة لغذاء الأسماك. ويتكوَّن هذا الغذاء من كتل كائنات مائية صغيرة تُسمى العوالق المائية. وتعيش العوالق المائية على مواد غذائية تحملها تيارات المياه الدائرة بقوة في الجراند بانكس من أعماق المحيط. وتستمر ذروة موسم صيد الأسماك من الربيع حتى الخريف. وتتعرّض السفن في منطقة الجراند بانكس إلى مخاطر الجليد والعواصف والضباب الكثيف.

## الموقع والمميزات
واقعة في جنوب شرق وجنوب نيوفاوند لاند، تعتبر كمنطقة صيد دولية شرق كندا، تمتاز بان امواج المحيط الدافئة تجتمع فيه مما يؤدي لكونها غنية بسمك أبو سيف وعدد كبير من الأنواع الأخرى بالإضافة إلى جعلها منطقة ذات ضباب كثيف.

## تاريخ
في بداية القرن السادس عشر جذبت مصادر صيد الأسماك في الجراند بانكس أعدادًا كبيرة من صائدي الأسماك الأوروبيين خاصة الفرنسيين منهم. وبنهاية القرن السادس عشر أنشأ صائدو الأسماك الإنجليز محطات صيد أسماك دائمة فيما يعرف الآن بجزيرة نيوفاوندلاند. وبمرور السنين صارت أساطيل صيد الأسماك تأتي من عدة أقطار بما في ذلك فرنسا والبرتغال وإسبانيا والاتحاد السوفييتي (سابقًا) والولايات المتحدة وكندا.

## الاكتشاف
تم اكتشاف هذي المنطقة في عام 1498 بواسطة جون كابوت.

## حظر الصيد
نتيجة للمنافسة الشديدة فقد انخفض احتياطي الأسماك في الجراند بانكس إلى حدٍّ كبير اعتبارًا من الستينيات من القرن العشرين. وفي عام 1977 فرضت كندا سلطتها لتشمل جميع المناطق الواقعة في حدود 370كم من خطها الساحلي. ويجب على جميع السفن الآن الحصول على ترخيص من كندا لممارسة صيد الأسماك في تلك المنطقة التي تشمل معظم الجراند بانكس. وتمنع حكومة كندا أيضًا السفن من اصطياد أكثر من أنواع الأسماك المختلفة في منطقة الجراند بانكس.
دلت الأبحاث الجيولوجية التي أُجريت في سبعينيات القرن العشرين على وجود نفط وغاز طبيعي تحت الجراند بانكس. وبدأ إنتاج النفط في عام 1997 في المنطقة التي تُعرف بهبرنيا بالجراند بانكس. وظل العاملون في صناعة صيد الأسماك في الأطلسي قلقين حول إمكانية إدارة آبار نفط بدون تعريض مناطق صيد الأسماك للخطر.